# Sitneši
Sitneši (en serbe cyrillique : Ситнеши) est un village de Bosnie-Herzégovine. Il est situé dans la municipalité de Srbac et dans la république serbe de Bosnie. Selon les premiers résultats du recensement bosnien de 2013, il compte 951 habitants.

## Démographie

### Évolution historique de la population dans la localité
| 1948 | 1953 | 1961  | 1971  | 1981  | 1991  | 2013 |
| ---- | ---- | ----- | ----- | ----- | ----- | ---- |
| -    | -    | 1 202 | 1 114 | 1 225 | 1 207 | 951  |

|  |

### Communauté locale
En 1991, la communauté locale de Sitneši comptait 1 744 habitants, répartis de la manière suivante :